# Jeanne de Belleville
Pour les articles homonymes, voir de Belleville.
Jeanne de Belleville, née vers 1300 dans le Poitou, morte vers 1359, est une femme baronne poitevine devenue, selon les récits, pirate par vengeance au XIVe siècle.
Malgré ses origines poitevines, elle est surnommée « la Tigresse bretonne » ou encore la « Lionne sanglante » à partir du XIXe siècle.

## Biographie

### Jeunesse
Jeanne de Belleville naît vers 1300, dans le Poitou, probablement en Vendée au château de Belleville, dans une famille noble dont les terres comprennent notamment l'île d’Yeu et l'île de Noirmoutier.
Elle est la fille de Maurice IV de Montaigu, seigneur de Belleville et Palluau, et de Létice de Parthenay.
Son père, qui a des terres en Bretagne et dans le Poitou, lui fait épouser en 1312 le comte Geoffroy VIII, seigneur de Châteaubriant. Elle a 12 ans et lui 20 ans. Ils auront 2 enfants, Geoffroy IX de Châteaubriand, né en 1314 et Louise de Châteaubriand en 1316.
Son frère, Maurice V de Belleville décède en 1320, sans descendance. Elle hérite ainsi de tous ses biens, et devient la riche suzeraine des domaines de Belleville sur vie, de Commequiers, de l'île d'Yeu, de Montaigu, de la Garnache et de Beauvoir-sur-Mer. Son époux, Geoffroy VIII décède en 1326.
Après la mort de ce dernier, en 1328 des noces "per verba" sont célébrées avec Guy de Penthièvre, devenu veuf. Celui-ci va réfuter le mariage, qui sera annulé par le pape Jean XXII en  1330, par manque de preuves de ces noces.
Cette même année, elle se remarie avec Olivier IV de Clisson, un jeune noble issu d'une célèbre maison de Bretagne. Ensemble, ils ont quatre enfants : Maurice (mort en très bas âge), Olivier (qui deviendra connétable de France), Guillaume et Jeanne.
Jeanne de Belleville partage alors ses journées entre l'éducation de ses enfants, les promenades à cheval et des parties de chasse dans le Vannetais. Elle est ce qu'on pourrait appeler une épouse tout ce qu'il y a de plus normal dans les mentalités médiévales.
En 1337 débute la guerre de Cent Ans, puis quatre ans plus tard, la guerre de Succession de Bretagne opposant le comte Jean de Montfort, frère de Jean III de Bretagne issu d'un second mariage, au comte Charles de Blois, mari de la nièce de Jean III de Bretagne. Charles de Blois est avantagé par ses revenus financiers mais aussi par ses relations avec les grandes familles nobles du royaume de France et d'une partie de la noblesse de Haute-Bretagne et peut compter sur le renfort de l'armée française. Jean de Montfort, quant à lui, a une position plus fragile : malgré le soutien d'Edouard III d'Angleterre, il doit se méfier de la fidélité de certains de ses hommes, mais peut compter sur le soutien de la petite et moyenne noblesse bretonne. Le mari de Jeanne, Olivier de Clisson, prend part au conflit.
Jeanne fait face à des difficultés financières. Son époux étant à la guerre, et les hommes ne cultivant plus les terres, elle s'occupe seule des domaines. Et les exportations de sel vers l'Angleterre sont interrompues, alors que c'est une importante source de revenus. Elle achète, vend, car des intempéries qui plus est ravagent les maigres récoltes.
Lors du quatrième siège de Vannes en 1342, Olivier est fait prisonnier par les Anglais. Conduit en Angleterre, il est néanmoins libéré dans le cadre d'un échange avec le comte de Stanford et contre le versement d'une rançon jugée étrangement faible par le roi de France et ses conseillers.
Inquiète, Jeanne retrouve alors son époux sain et sauf. Les retrouvailles entre époux vont cependant être interrompues durant l'été.

### Exécution de son mari

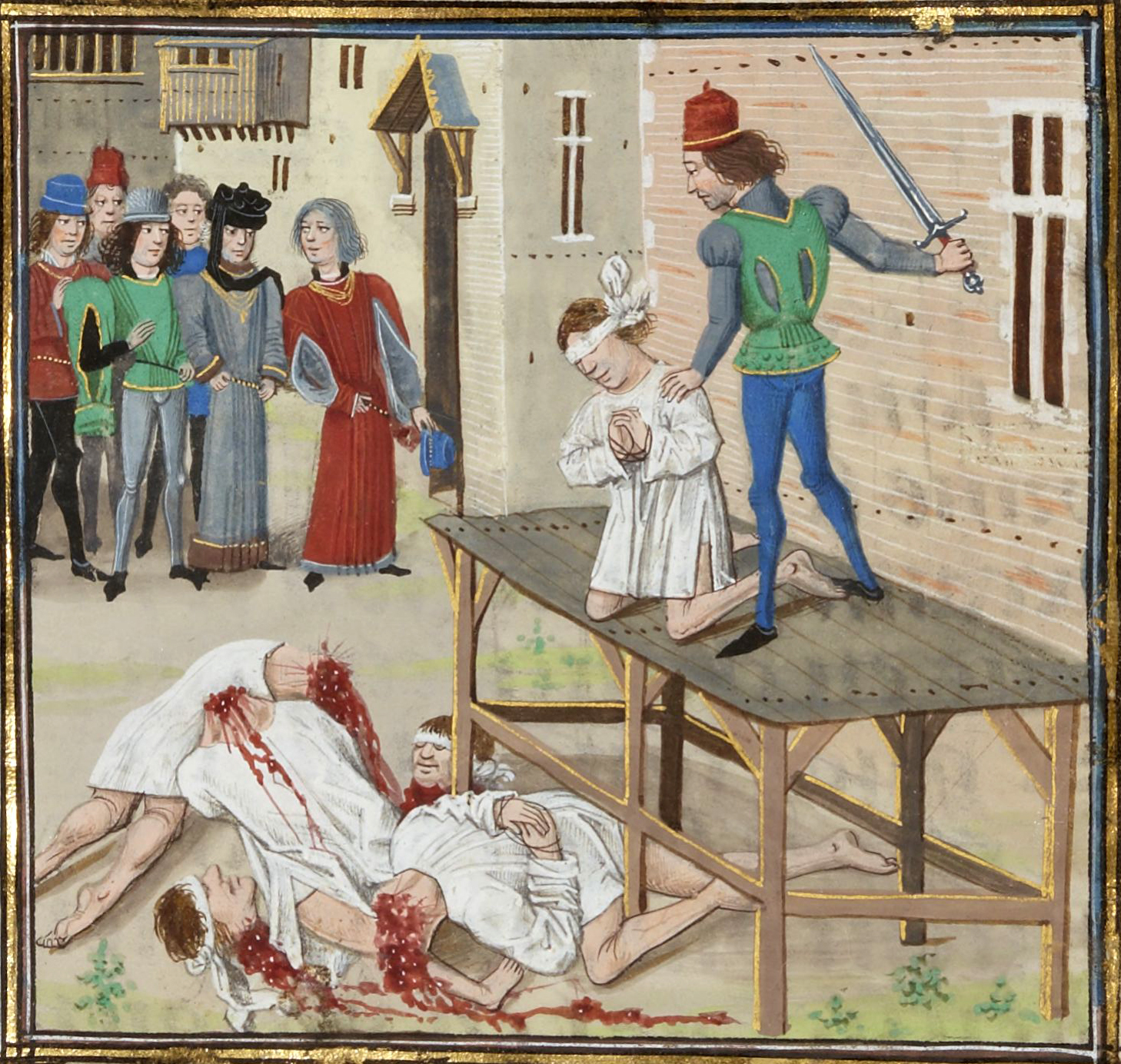
Exécution d'Olivier IV de Clisson, tiré de la Chronique de Jean Froissart (ms fr. 2643, fol° 126r), enluminure de Loyset Liédet.

En juillet 1343, son mari se rend à Paris pour participer à un tournoi au cours duquel de nombreux chevaliers du royaume doivent s'illustrer. Cependant les festivités tournent court. En plein tournoi, Olivier est en effet arrêté sur ordre du roi de France Philippe VI de Valois et ce au mépris des règles élémentaires de la chevalerie.
Les raisons de son arrestation sont assez obscures. Pour l'écrivaine belge Marie-Ève Sténuit, il s'agirait de problèmes de jalousies comme il y en a souvent à la cour royale. Olivier est notamment accusé d'avoir soutenu Jean de Montfort contre Charles de Blois, neveu du roi de France et prétendant au trône du duché de Bretagne. Selon le comte de Salisbury, il aurait également intrigué avec d'autres seigneurs bretons afin de constituer une alliance secrète avec le roi d'Angleterre Édouard III. Une telle démarche relèverait alors de la trahison vis-à-vis du roi de France,.
Bien qu'aucune preuve formelle ne soit apportée, le roi de France se laisse convaincre de la culpabilité d'Olivier de Clisson et le condamne le 2 août 1343 à la décapitation pour félonie. Cependant, nous avons aujourd'hui la preuve qu'Olivier de Clisson avait bel et bien trahi le roi de France pour faire allégeance au roi d'Angleterre puisqu'une lettre écrite par Edouard III à son fils fait état du fait que certains seigneurs bretons se sont ralliés à lui, dont Olivier de Clisson.
Le procès-verbal de l'exécution indique que le chevalier a eu la tête tranchée sur un échafaud, et que son corps fut traîné au plus haut gibet de Montfaucon à Paris. Sa tête fut ensuite envoyée à Nantes pour être exhibée sur la porte Sauvetout.

### La vengeance

#### Selon la légende
Jeanne récupère la tête de son époux. En silence, elle longe les remparts de Nantes et vient contempler, en compagnie de ses fils Olivier et Guillaume, la tête tranchée de son mari. Elle leur fait jurer de tout faire pour venger la mémoire de leur père,.
Ravagée par la douleur, Jeanne voue une profonde haine au roi de France. Désormais, elle n'aspire plus qu'à se venger de celui qui lui a pris son mari. « Au lieu de se livrer à une douleur stérile, le désir de venger un outrage aussi cruel lui inspira une résolution extraordinaire », explique La Fontenelle de Vaudoré.
Après avoir rassemblé 400 fidèles, elle se dirige vers le château le plus proche de Clisson : le château de Touffou, bâti en lisière de la forêt du même nom. La garnison du château est commandée par Le Gallois de la Heuse, un fidèle de Charles de Blois.
Lorsque la troupe de Jeanne arrive en vue des remparts, elle demande à ses hommes de se dissimuler dans les bois et bosquets environnants, puis elle se présente à l'entrée, escortée uniquement d'une quarantaine d'hommes. Le commandant du château, qui n'est pas encore au courant de l'exécution d'Olivier de Clisson et n'a donc aucune raison de se méfier d'elle, fait abaisser le pont-levis et l'accueille avec tous les honneurs dus à son rang.
Cette erreur va lui être fatale. Jeanne et ses hommes se rendent en effet maîtres de la porte et font rentrer rapidement le reste de la troupe. La garnison est massacrée et la place forte pillée. Le commandant, Le Gallois de la Heuse, parvient à s'enfuir après s'être caché.

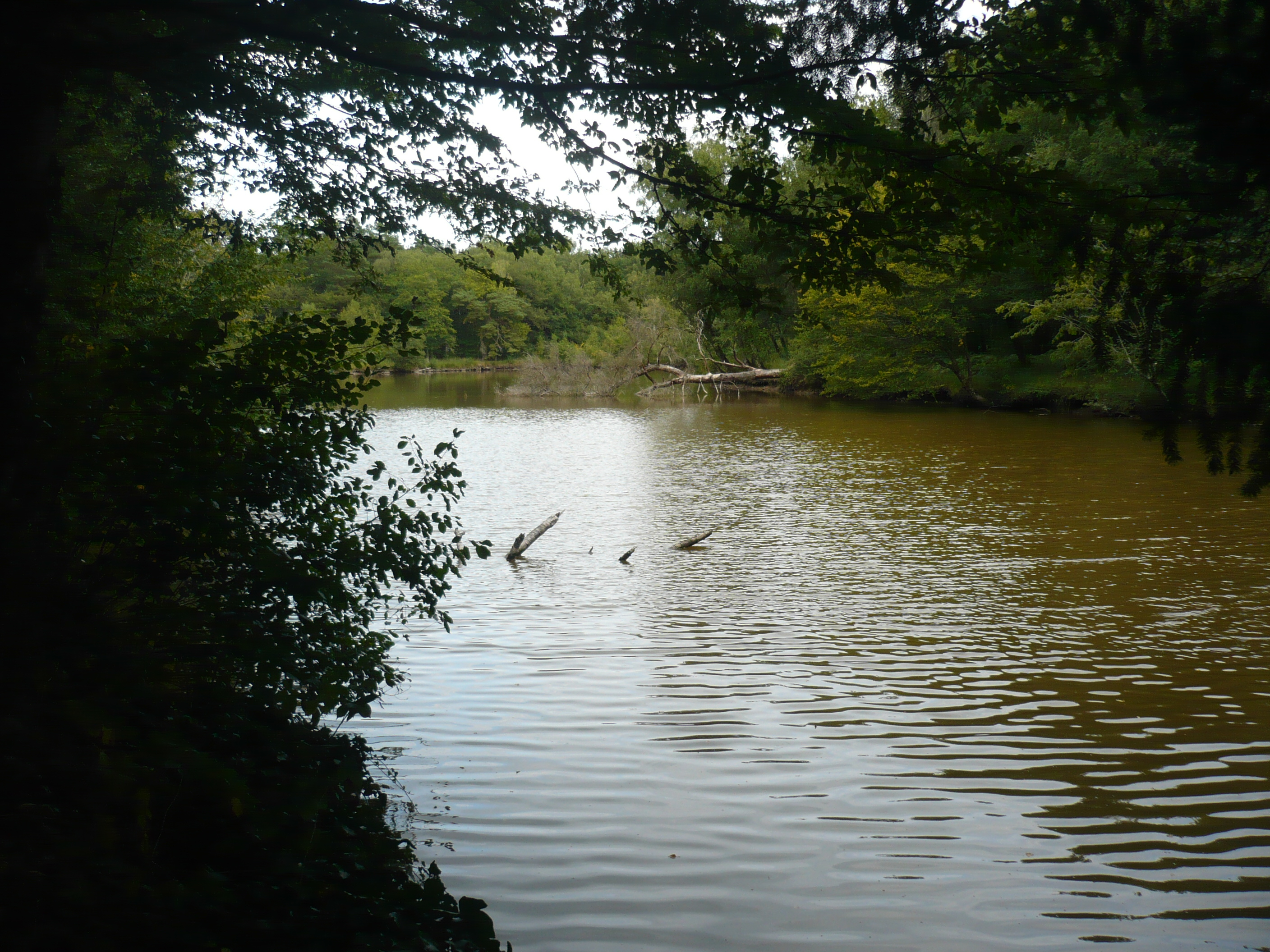
Étang de la forêt de Touffou.

Selon le moine Dom Lobineau, « Charles de Blois, instruit de cette aventure, assemble alors du monde pour reprendre son château. » Mais lorsqu'il arrive au pied des remparts, il est trop tard. Jeanne est partie en emportant le butin avec elle et est déjà en route pour attaquer un autre château,.
Dévorée par la haine, elle consacre sa fortune à lever une armée pour assaillir les troupes favorables à la France stationnées en Bretagne. En un temps record, elle va ainsi piller différents châteaux et massacrer les garnisons. Même si les chroniqueurs de l'époque ne donnent pas de liste précise, la plupart font état d'actes de cruauté et de garnisons massacrées sans pitié.
Informé, le roi de France demande à Jeanne de Belleville de venir s'expliquer devant le Parlement de Paris, mais celle-ci n'a aucune confiance dans la justice du roi et refuse de s'y rendre. La veuve ne peut pardonner au roi sa cruauté, et à Charles de Blois d'avoir trempé dans ce qu'elle considère comme un assassinat.
Face à ce refus, le roi Philippe VI de Valois la condamne à être bannie du royaume et confisque ses biens par décret le 1er décembre 1343. Néanmoins ce décret est aussi tardif qu'inutile. Se sachant menacée sur terre, Jeanne s'est réfugiée en Angleterre avec le butin amassé durant ses différentes campagnes. Avec le soutien du roi d'Angleterre, elle espère maintenant continuer le combat sur mer.

#### En réalité

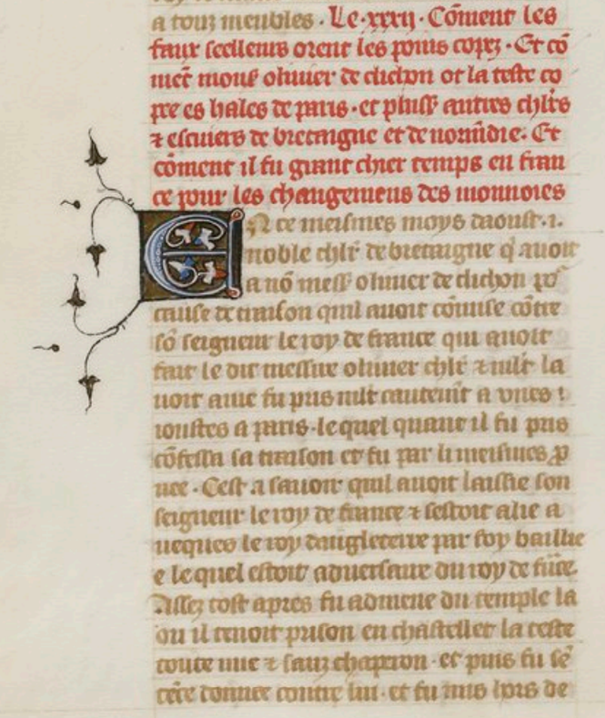
Condamnation et exécution d'Olivier IV de Clisson, selon les Grandes Chroniques de France (BNF ms fr. 2813 fol° 376v)

Lorsque son mari est décapité le 2 août 1343, ce sont des proches de ce dernier qui viennent lui apprendre la nouvelle. La décapitation d'Olivier de Clisson dans ces conditions pour trahison, après un procès expéditif, place de Grève à Paris, est un véritable coup de tonnerre dans la société médiévale. En effet, normalement, le roi de France pardonne la trahison, mais là il punit Olivier de Clisson. Ce n'est pas habituel en France d'exécuter de cette manière des nobles importants.
Il semblerait que, dès qu'elle apprend l'exécution de son mari, Jeanne de Belleville cherche impitoyablement à se venger, si l'on en croit la légende de celle-ci. Or, les historiens s'attachent à donner plus de détails sur sa vie tout en suivant au plus près les sources. En effet, la légende de Jeanne de Belleville, pirate sans foi ni loi, impitoyable et cherchant par tous les moyens à se venger de Philippe VI de France qui a fait exécuter injustement son mari date du XIXe siècle. C'est une vision romantique de Jeanne de Belleville.

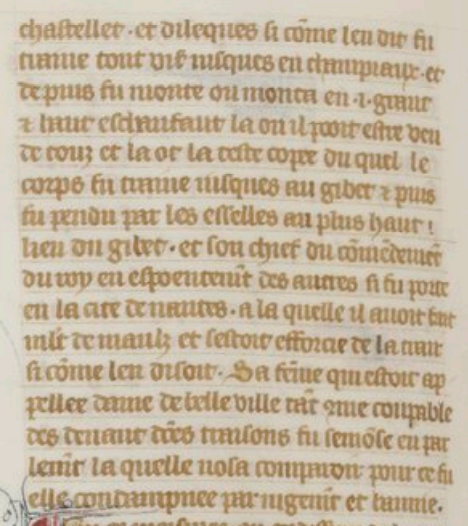
Condamnation et exécution d'Olivier IV de Clisson, selon les Grandes Chroniques de France (BNF ms fr. 2813 fol°376v)

En réalité, cela faisait plusieurs mois qu'elle sentait le vent tourner contre elle et sa famille. Cela se produit à partir du moment où son mari fait allégeance au roi d'Angleterre. Lorsqu'il est emprisonné en juillet 1343, elle cherche à soudoyer les gardes de sa prison, sans succès. Au moment où Olivier de Clisson se fait décapiter, elle est déjà en train d'amasser des hommes d'armes pour aller attaquer une forteresse partisane de Philippe VI et de Charles de Blois. Elle a environ 400 hommes d'armes sous ses ordres. Dès qu'elle apprend la mort de son mari, elle part à l'assaut du château de Touffou avec ses 400 hommes. Il s'agit d'une véritable expédition punitive, elle n'a pas pour but d'occuper le château une fois ce dernier pris. Au contraire, Jeanne de Belleville montre que, par le prix du sang et de la violence, elle venge l'honneur de son mari. C'est une véritable guerre privée qu'elle va décider de mener contre le roi.
Après l'attaque de ce château, elle prend directement la mer pour tenter de fuir en Angleterre puisque, lors de l'exécution de son mari elle a été elle-même bannie du royaume de France. En décembre 1343, Jeanne de Belleville est passible de la peine capitale pour trahison elle aussi, bannie du royaume par contumace et ses biens confisqués au profit de la couronne de France.
Elle sait donc qu'elle n'a plus d'autre choix que de fuir en Angleterre. Le chroniqueur des Grandes Chroniques de France écrit que : « Sa femme qui estoit appellee dame de belleville tant comme coupable des devants dites traisons du semonse en parlement la quelle nosa comparoit pour ce fu elle condampnee par ingenir et bannie ». En qui plus est, elle ne se rend pas à son procès demandé par le Parlement de Paris.
Elle prend donc la mer pour fuir, et va sur son chemin faire tuer des marchands battant pavillon français, ce qui contribuera beaucoup à faire naître sa légende.

### LaLionne sanglante

#### Selon la légende
Elle fait armer deux navires corsaires et, toujours accompagnée de ses deux fils, mène une guerre contre les bateaux français. À défaut de pouvoir atteindre directement le roi de France, elle s'attaque systématiquement à tous les navires marchands battant pavillon français qu'elle rencontre. Selon le médiéviste Jean Favier, cette « gigantesque entreprise de course ruinait ainsi tout un courant du commerce maritime français ».
Vêtue du haubert et de la gorgière de maille, Jeanne de Belleville combat l'épée à la main, se lançant à chaque fois la première à l'abordage. À la tête de ses hommes, elle fait subir de lourdes pertes aux navires du royaume de France. Les bateaux sont coulés et les équipages passés au fil de l'épée. « S'attaquant aux bateaux de guerre français moins forts que les siens et à tous les vaisseaux marchands, elle mettait à mort sans merci tous les Français tombés entre ses mains », publie la Chronique Normande du XIVe siècle.
Cette violente guerre de course dure neuf mois et vaut à Jeanne le surnom de « Lionne sanglante ». Le roi de France lance plusieurs navires à la poursuite des pirates. Après plusieurs combats acharnés, les vaisseaux du roi parviennent à s'emparer des navires de Jeanne de Belleville, mais cette dernière réussit à s'échapper à bord d'une barque avec ses deux fils.
Malheureusement pour eux, les rescapés n'ont pas eu le temps d'emporter avec eux de l'eau et des vivres au moment de prendre la fuite. Les cinq jours de dérive suivants sont terribles. Un des deux fils de Jeanne, Guillaume, meurt de soif, de froid et d'épuisement. Au bout de six jours, Jeanne et son deuxième fils Olivier sont finalement recueillis à Morlaix par des partisans des Montfort, ennemis du roi de France
On peut donc considérer qu'elle était pirate, et ne pas faire la confusion avec les corsaires. Eux étaient autorisés à piller des bateaux ennemis et marchands, grâce à une Lettre de marque. Lettre du roi qui autorise le pillage des ennemis en période de guerre.

#### En réalité
Il semble plutôt que Jeanne de Belleville ait pris la mer avec ses enfants pour se sauver et trouver asile en Angleterre après s'être fait confisquer ses biens et bannir du royaume de France. Il semble que si elle attaque les marchands français, c'est pour faire montre de sa désapprobation envers sa condamnation qu'elle trouve injustifiée[Selon qui ?][réf. nécessaire].
Selon Astrid de Belleville, descendante de Jeanne de Belleville et autrice d'un mémoire de master sur la vie de Jeanne de Belleville, si elle s'est attaquée à des marchands c'est parce qu'elle n'a fait que se défendre, contre des soldats du roi de France qui l'attendaient le long des côtes bretonnes : selon elle, Jeanne de Belleville n'a pas fait preuve de haine gratuite.
Par ailleurs, à cette époque, la navigation était un moyen de déplacement complexe. En fonction de la saison, les conditions météorologiques pouvaient être difficiles. De plus, l'une des principales difficultés en mer était l'approvisionnement en nourriture et en eau potable. Jeanne de Belleville a donc certainement choisi de rester près des côtes bretonnes et de se déplacer en faisant du cabotage,.
Après plusieurs jours de dérives, elle finit par arriver par accoster à Morlaix, après avoir vécu un naufrage dans lequel son fils cadet, Guillaume, meurt. Le manque d'eau et de nourriture ont eu raison de lui,.
La ville et le château de Blain lui étant fermés (le château a été saisi avec tous ses biens et donné à Louis de Poitiers de même qu'une maison au faubourg de Nantes), elle se retire à Hennebont, où elle est accueillie à bras ouverts par la comtesse Jeanne de Flandre, dite « Jeanne la Flamme », et son jeune fils le comte de Montfort.
Elle aussi est en lutte pour faire libérer son époux incarcéré par le roi de France. Elle s'est transformée en cheffe de guerre avec les hommes de son époux face aux armées françaises et a envoyé son fils en Angleterre et conclut un traité d’alliance avec Édouard III depuis janvier 1342. Leurs fils respectifs, Jean et Olivier, sont donc élevés ensemble et séjournent à la cour d’Édouard III,.
Pendant ce temps, le pape Clément VI, sur requête du roi de France, intervient auprès d'Édouard III pour qu'il mette un terme aux agissements de la « Tigresse bretonne », alliée de l'Angleterre.

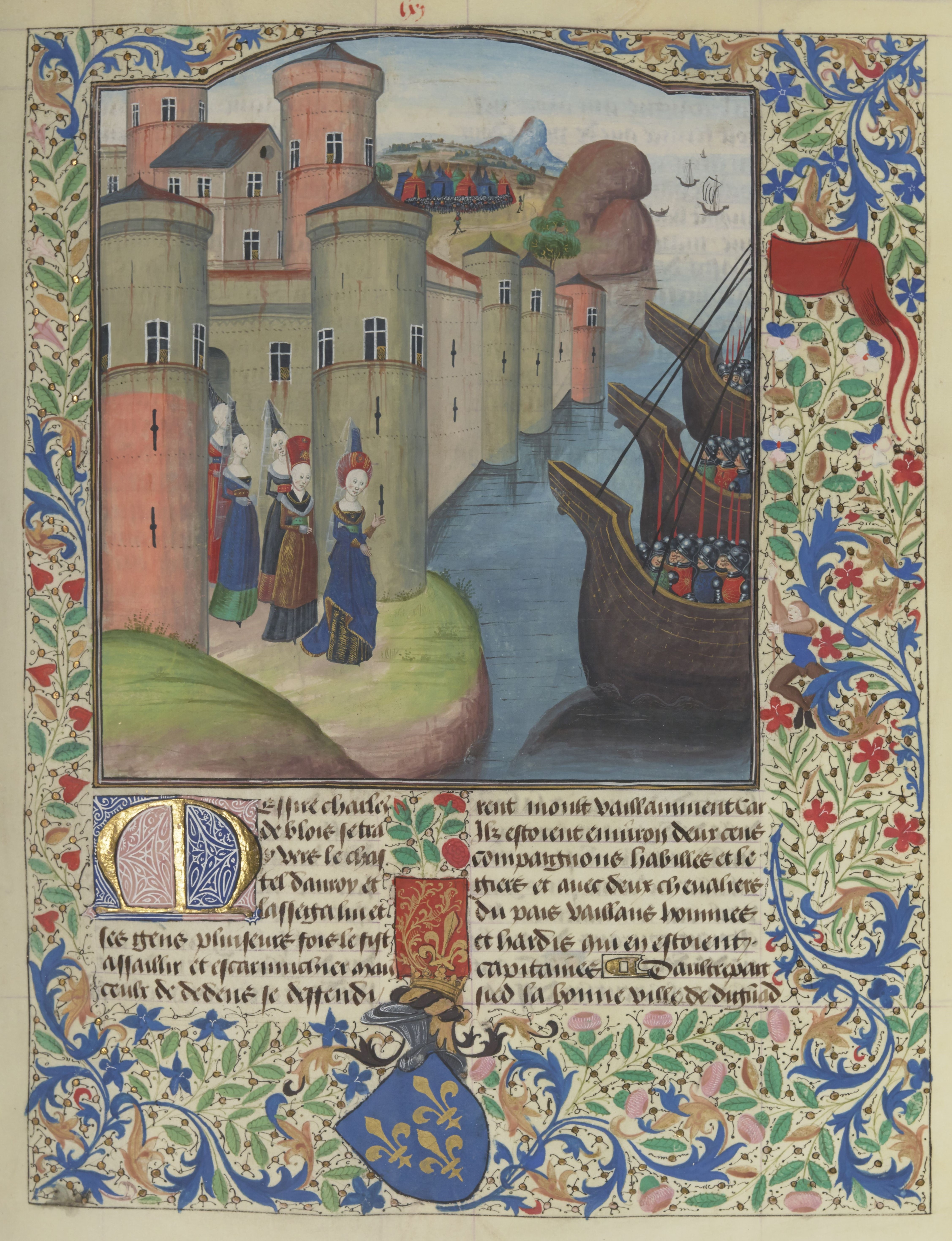
Jeanne de Flandre, dite « Jeanne la Flamme ».

Lasse et épuisée par cette vie si mouvementée, Jeanne n'a de toute façon plus la force de continuer le combat. Désormais, elle souhaite se consacrer à l'éducation de son fils et récupérer par des moyens plus pacifiques les domaines qu'elle a perdus.

### Dernières années
Réfugiée en Angleterre avec ses enfants, Olivier et Jeanne, elle épouse Walter Bentley, lieutenant du roi Édouard III en Bretagne et capitaine des troupes anglaises qui combattent pour Jean de Montfort contre Charles de Blois. Elle reçoit en cadeau de mariage de la part du roi d'Angleterre des terres dans le royaume de France, une infime partie de ce qu'elle possédait avant l'exécution de son mari.
Jeanne de Belleville meurt vers 1359, probablement à Hennebont, en Angleterre ou sur les terres qu'elle a récupéré du don que lui a fait Edouard III d'Angleterre pour son quatrième mariage avec Walter Bentley.
Son fils, Olivier V de Clisson, parvient, à force de requêtes et de protestations, à récupérer au fur et à mesure les domaines et châteaux confisqués à sa famille. Bien qu'élevé à la cour d'Angleterre, il servira les rois de France Charles V puis Charles VI, et deviendra connétable de France.

## Mariages
Jeanne de Belleville a été mariée quatre fois.

### 1reunion
Aux environs de 1312, elle est mariée à Geoffroy VIII de Châteaubriant, veuf en premières noces d'Alix de Thouars. Ils auront deux enfants :
- Geoffroy IX né en 1314 et mort le 20 juin 1347 au cours de la bataille de la Roche-Derrien, mari d'Ysabeau d'Avaugour, fille d'Henry IV d'Avaugour et de Jeanne d'Harcourt ;
- Louise née vers 1316 et morte en 1383 sans descendance de son époux Guy XII de Laval.

### 2eunion
On la marie vers 1328 à Guy de Penthièvre, veuf de Jeanne d'Avaugour. L'union sera de courte durée car, après une enquête, le mariage est annulé par le pape Jean XXII en 1330[réf. nécessaire].

### 3eunion
Elle épouse en 1330 Olivier IV de Clisson. Ensemble, ils auraient eu quatre enfants : 
- Maurice, seigneur de Blain, né entre 1331 et 1334 ;
- Olivier V, surnommé le Boucher, l'Éborgné d'Auray, né le 24 avril 1336 et mort le 23 avril 1407, mari de Marguerite de Rohan (fille d'Alain VII de Rohan et de Jeanne de Rostrenen), connétable de France ;
- Guillaume, seigneur de la Trouvière, cadet d'Olivier d'environ deux ans. Selon la légende, il serait mort dans les bras de sa mère vers 1345, six jours après le naufrage du vaisseau amiral de sa mère ; toutefois, aucune trace historique, aucun document de l'époque ne confirme ce récit inventé au XIXe siècle[22]. Il semblerait vraisemblablement qu'il soit mort de faim et de froid vers 1344 après l'évasion en chaloupe de sa mère. Là, où la légende intervient, c'est concernant le nombre de jours qu'ils ont passé en mer[17].
- Jeanne, Dame de Belleville, née vers 1340, épouse de Jean Harpedenne, Sénéchal de Saintonge, seigneur de Raine dans le Devonshire, de Montendre, de Fontenay-le-Comte (1361) et Vicomte d'Aunay. Originaire du Devonshire en Angleterre, il fut un lieutenant de Jean Chandos.

Contrairement à une légende répandue, Ysabeau de Clisson (née vers 1325 et morte le 5 avril 1343, épouse de Jean Ier de Rieux et mère de Jean II de Rieux), n'est pas la fille de Jeanne de Belleville, mais celle de Blanche de Bouville, première épouse d'Olivier de Clisson. Ces deux derniers ont eu deux enfants : Ysabeau et Jean de Clisson.

### 4eunion
Elle épouse vers 1349 Walter (Gauthier) de Bentley, lieutenant du roi d'Angleterre en Bretagne, capitaine des troupes anglaises qui combattent contre Charles de Blois. Au titre de ses faits d'armes, il reçoit de nombreux fiefs en Bretagne, entre autres « les terres et châteaux de Beauvoir-sur-Mer, d'Ampant, de la Barre, de la Blaye, de Châteauneuf, de Villemaine, de l'Île-Chauvet et les îles de Noirmoutier et de Bouin ».
Ensemble, Jeanne et Walter ont tenté de récupérer les terres des Belleville qui avaient été confisquées à Jeanne. Même si Edouard III les leur rend officiellement, la guerre qui fait rage plonge la région dans un chaos inextricable où l'autorité seigneuriale est difficile à remettre en place. Ainsi, même certains Anglais qui sont censés aider Jeanne dans cette tâche lui volent du sel, à leur profit.

## Famille
Le père de Jeanne de Belleville est Maurice IV de Montaigu (1263-1304), seigneur de Belleville et de Palluau. Il est d'abord marié à Sibille de Châteaubriand en 1286, puis en secondes noces, il épouse Létice de Parthenay en 1295.
Sa mère, Létice de Parthenay (vers 1276- ?) était la fille de Guillaume VI de Parthenay et de Jeanne du Perche-Montfort.
De son premier mariage, Maurice IV de Montaigu aura un descendant mâle : Maurice V de Montaigu, qui succèdera à son père mais mourra également sans héritier en 1337.
C'est alors que Jeanne de Belleville hérita, entre autres, de l'importante seigneurie de Montaigu mais aussi de toutes les autres possessions de son père. Elle devient alors l'une des héritières les plus riches de l'Ouest du royaume de France.

## Postérité

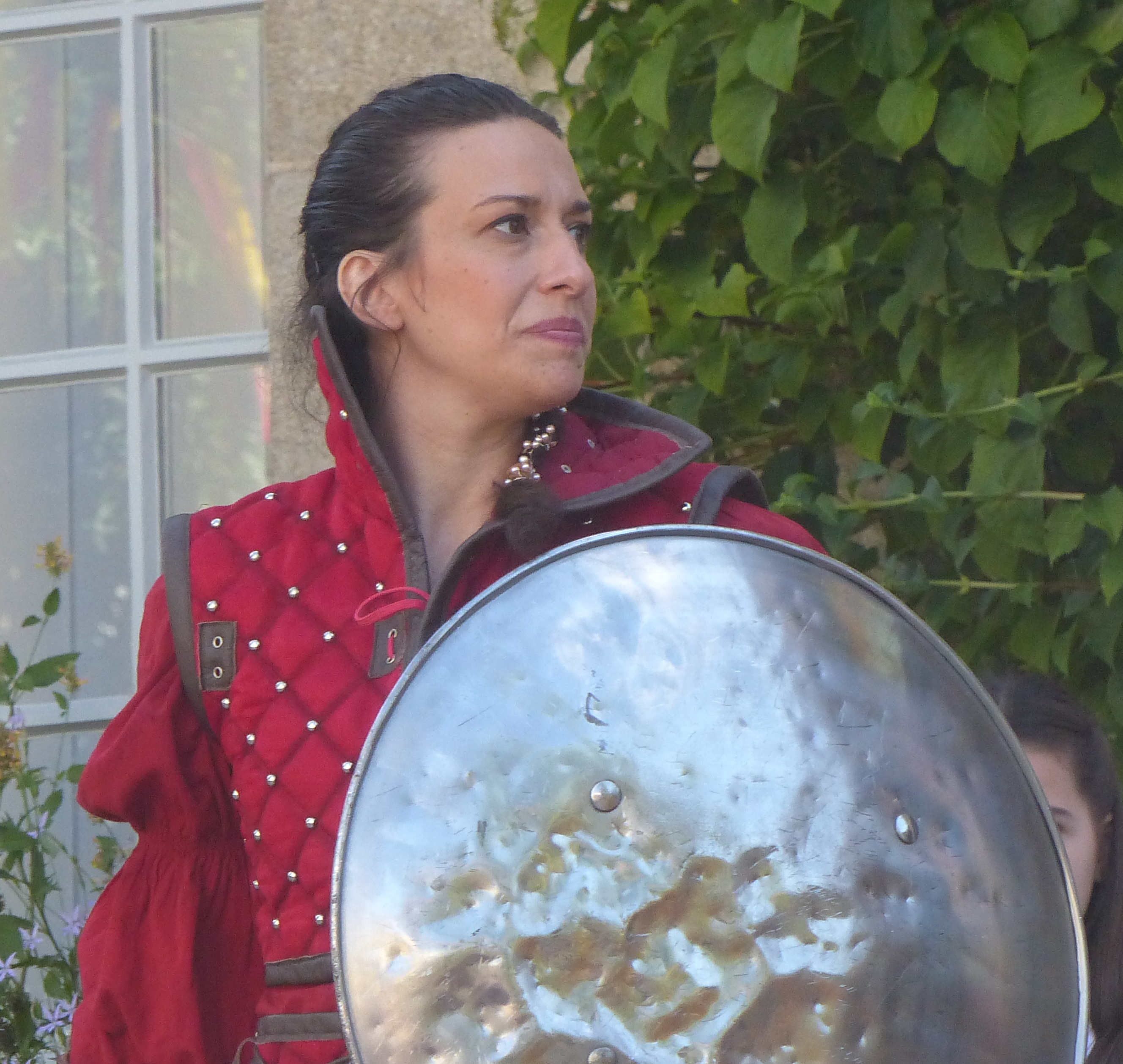
Reconstitution de Jeanne de Belleville, à la fête médiévale de Josselin.

Une rue porte son nom : la Rue Jeanne la corsaire, à Nantes dans le quartier de Saint-Joseph de Porterie.
Une autre rue porte son nom : Rue Jeanne de Belleville, à La Bernerie-en-Retz, dans le quartier de la Rogère.
Le groupe folk rock celtic STETRICE formé en 1994 lui a consacré une chanson dans l'album Naoned e Breizh en 2011.
France Tv éducation a consacrée une série de plusieurs dessins animés Histoires de pirates, produit par Cap Canal et Chromatiques, réalisation de Julien Favre, dont un épisode nommé Jeanne, la lionne bretonne sur Jeanne de Belleville.
Femmes pirates: Les écumeuses de mer, de Marie-Eve Sténuit, retrace plusieurs portrait dont celui de Jeanne de Belleville. Historienne de l'art et archéologue, 192 p, 2015,  (ISBN 979-1091534154)

### Cinéma
- 2022 : Court-métrage Jeanne de Belleville, fiction produite par l'association K.M production et réalisé par Maxime Pinchaud. Le projet a été présenté au Nikon film festival 2022.

### Télévision
- 2022 : Secrets d'Histoire : Jeanne de Belleville, pirate par amour, documentaire-fiction produit par Laurent Menec et présenté par Stéphane Bern[29].

### Bande dessinée
- 2024 : "Jeanne de Belleville" - Jean-Christophe Nègre [30].
- 2024 : "La tigresse bretonne" - Roger Seiter et Frédéric Blier [31].

### Sources
: document utilisé comme source pour la rédaction de cet article.
- FROISSART Jean, Chroniques, BNF ms fr. 2643
- Les Grandes Chroniques de France, BNF ms fr. 2813

### Sources imprimées
: document utilisé comme source pour la rédaction de cet article.
- MOLINIER Auguste et Emile, Chronique normande du XIVe siècle, Paris, Librairie Renouard, 1882, p. 59-61

### Sources radiophoniques
: document utilisé comme source pour la rédaction de cet article.
- « Jeanne de Belleville, la Lionne de Bretagne », sur France Culture, 30 octobre 2021 (consulté le 23 avril 2022).